# Língua narom
Língua narom (às vezes escrita Narum) é uma língua malaio-polinésia do ramo Baran berawan–baixo  falada por cerca de 2.420 pessoas do  povo narom que vive em Sarauaque, Malásia, principalmente na Divisão Miri e na região ao sul  da foz do rio Baram e talvez em áreas da fronteira Indonésia-Malásia. 
A língua tem 3 dialetos, Bakong, Daliʼ and Miriʼ.